# Sägedegenfisch

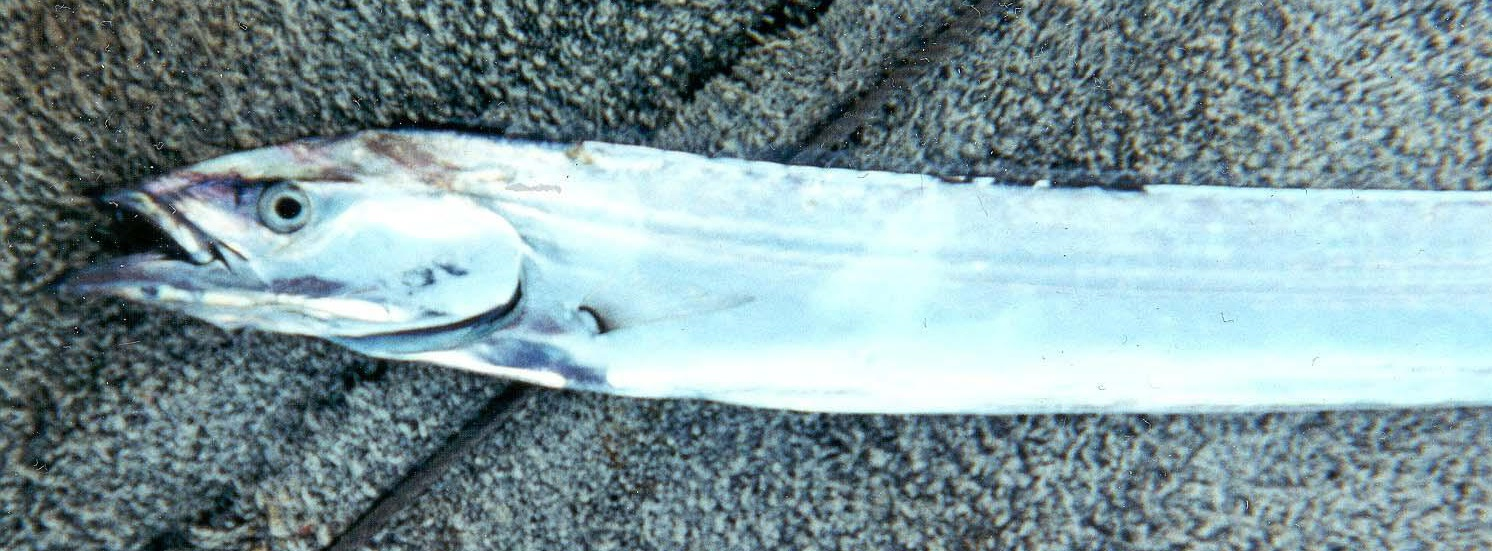
Kopf und Vorderrumpf von Assurger anzac

Der Sägedegenfisch (Assurger anzac) ist ein recht seltener Vertreter der Haarschwänze (Trichiuridae). Er gehört in die Unterfamilie Lepidopodinae (d. h., dass ihre „Bauchflossen schuppenförmig“ sind), in der die Schwanzflosse entweder ganz winzig oder völlig reduziert ist. Der Fisch ist länger, aber noch gestreckter und schmäler als der Schwarze Degenfisch (der in der Unterfamilie Aphanopodinae steht). Assurger ist monotypisch.

## Merkmale
Der Fisch wird 2,5 m lang; er ist hellsilbern mit blauem Schimmer. Am Vorderende der Rückenflossenmembran kann ein schwarzer Fleck vorhanden sein.  Der Körper ist 25 bis 28 mal länger als hoch, dabei aber sehr schmal und bandförmig. Der Kopf nimmt 7–8 % der Gesamtlänge ein. Die Wirbelsäule besteht aus 125–130 Elementen. Die Rückenflosse ist sehr niedrig, besteht vorne aus etlichen freien Strahlen und reicht vom Hinterkopf bis zum zulaufenden Hinterende, an dem noch eine millimetergroße, aber dennoch zweilappige Schwanzflosse vorhanden ist. Die Afterflosse ist im vorderen Abschnitt noch niedriger. Alle Strahlen sind ungeteilt, aber recht weich. Der durch die Rückenflosse markierte dorsale Kiel setzt sich auf dem Kopf bis zur Schnauze fort. Das Maul ist recht klein, der Unterkiefer ragt etwas vor; beide Kiefer tragen am Vorderende kleine bindegewebige Fortsätze und sind mit kleineren Fangzähnen besetzt (die am Vorderende des Prämaxillare sind größer). Die Seitenlinie zeigt einen normalen Verlauf.
Flossenformel: D 116-123, A 76-90. P 10-12. V: Rudiment als kleiner Stachel vorhanden.

## Verbreitung
Assurger wurde bisher nachgewiesen im Bereich von Kontinental- und Inselabhängen: im Atlantischen Ozean entlang dem Walfischrücken, vor Puerto Rico und vor Uruguay; im Indischen Ozean vor West-Australien; im Pazifik vor Neuguinea, dem südlichen Japan, den Midwayinseln, bei Hawaii, vor Kalifornien, im Bereich des Nazca-Rückens und des Salas-y-Gómez-Rückens.

## Verhalten und Bedeutung
Die helle Färbung und die (kleineren) Augen zeigen, dass Assurger meso-, meist auch bathypelagisch (bis in etwa 400 m Tiefe) lebt, die Jungen hingegen epipelagisch, also oberflächennah. Bei den Larven und Jungfischen sind, wie bei den Trichiuridae und den eng verwandten Gempylidae üblich, die V-Stacheln noch lang und die D hoch (Richards 2006). Für den Sägedegenfisch gibt es noch keine relevanten Lebendbeobachtungen. Die ganz winzige Schwanzflosse legt natürlich die Frage nahe, ob sie „schon völlig funktionslos“ ist oder nicht doch noch einem besonders „hinterhältigen“ Vortrieb (vgl. Aphanopus carbo) dient. Der Fisch hatte bei Nahrungs-Untersuchungen kleine Fische (z. B. Sardellen) und Kalmare im Magen. Er wird nur zufällig an Angeln oder in Schleppnetzen gefangen und gilt dann als essbar. Durch die allgemeine Verwüstung mariner Biotope könnte aber auch er bereits gefährdet sein.

## Einzelbelege
1. ↑  Zu den Namen: (engl.) razorback scabbardfish, also „Rasiermesserrücken-Degenscheiden-Fisch“; (span.) sable aserrado, „Säge-Degen“ (gemeint ist immer ein Haudegen [einen gesägten gibt es jedoch nicht], kein Stichdegen); „anzac“ ist wohl Anagramm von Nazca, wo der Fisch offenbar entdeckt wurde, den der britisch-australische Ornithologe und Zoologe Wilfred Backhouse Alexander, 1885–1965, am Museum in Perth 1917 zuerst als Evoxymetopon anzac beschrieb; „Assurger“ (geprägt 1933 vom britisch-australischen Ichthyologen Gilbert Percy Whitley, 1903–1975, am Museum in Sydney) ist sozusagen „amerikanisches (hier: australisches) Latein“: assurgere = adsubrigere „sich erheben“, (hier etwa:) aufschwimmen; das zugehörige (klassische) Aktions-Nomen wäre „assurrector“, Aufschwimmer.